# 京都保健衛生専門学校
京都保健衛生専門学校（きょうとほけんえいせいせんもんがっこう）は、京都府京都市にある私立専修学校である。
看護師、臨床検査技師及び臨床工学技士の養成を目的とした教育を行う。

## 沿革
- 1964年4月 - 『医療法人西陣健康会立 堀川高等看護学院』開校
- 1969年4月 - 『堀川高等看護学院』を『京都私立病院協会』へ移管
- 1973年4月 - 臨床検査学科を設立
- 1976年7月 - 専修学校認可、『京都私立病院協会立 京都保健衛生専門学校』と改称
- 1995年2月 - 「専門士」の称号授与について文部科学大臣の認可を受ける
- 1997年4月 - 学校法人に改組
- 1998年4月 - 臨床工学技士専攻科を開設

## 設置学科
- 看護学科三年課程（全日制3年）
- 看護学科二年課程（定時制3年）2007年度から募集停止
- 第一臨床検査学科（全日制3年）
- 第二臨床検査学科（定時制4年）
- 臨床工学技士専攻科（全日制1年）

## 取得資格
- 看護師国家試験受験資格
  - 看護学科三年課程、看護学科二年課程
- 臨床検査技師国家試験受験資格
  - 第一臨床検査学科、第二臨床検査学科
- 臨床工学技士国家試験受験資格
  - 臨床工学技士専攻科

## 所在地
- 〒602-8155　京都市上京区千本通竹屋町東入主税町910